# Merlet català
El merlet català és un merlet escalonat, és a dir, que té un perfil lateral amb un mínim de dos escalons abans de la dent superior, tots de la mateixa alçada i amplada que la dent superior. La separació entre els merlets pot ser de l'amplada d'un escaló o poden arribar a estar més separats. La majoria dels edificis amb aquesta mena de merlet són dels segles xiv i xv o es tracta d'edificis més antics amb els merlets afegits en aquesta època. On apareix més aquest merlet és a Catalunya i a Mallorca. N'hi ha alguns exemplars a les seves zones d'influència (Aragó i Sicília).

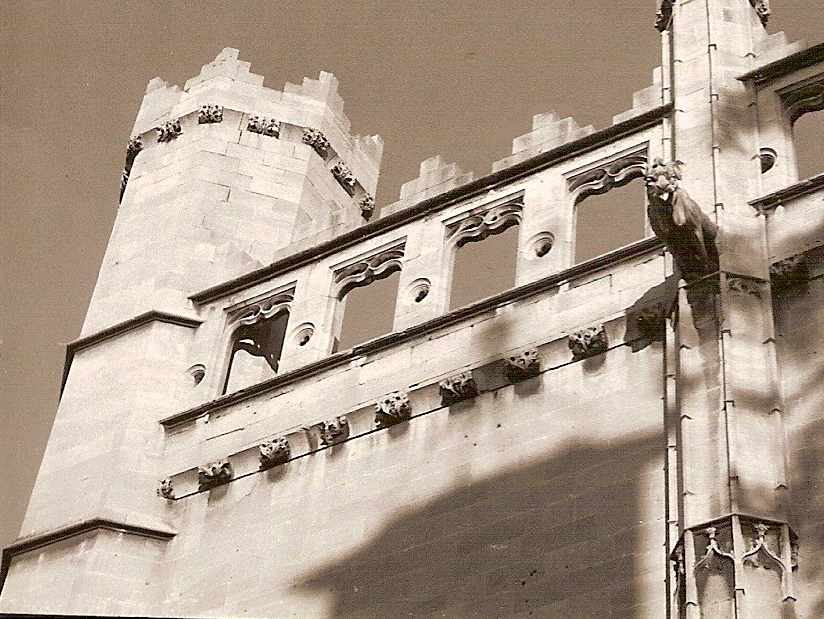
Llotja de Palma.

El merlet escalonat català té una variant amb una espitllera situada al mig (Montesquiu, Daroca; campanar de l'església parroquial de Pollença, Mallorca). En els més moderns, pot haver-hi una tronera (torre de Begur). Una altra variant té la dent superior amb punt d'ametlla (castell de Calonge).
Els merlets catalans poden tenir els escalons curts i els merlets estar prou separats (Montesquiu). Són exemples de gran separació entre els merlets els de la Pia Almoina de Girona, del Palau Reial de Vilafranca i els de Sant Pere de Rodes, indicant una funció decorativa.
Una aplicació decorativa del merlet català es troba en palaus (Palau de la Generalitat de Barcelona, Palau Reial de Vilafranca) i en campanars (Santa Maria de Castelló d'Empúries; Sant Martí del Canigó). En alguns campanars es tracta d'un afegit d'època gòtica damunt un edifici romànic (catedral de la Seu d'Urgell, monestir de Ripoll). Hi ha casos de combinació del merlet escalonat als cantons amb el rectangular al mig del pany (Santa Eulàlia d'Elna). En alguns casos de campanar es troba la combinació de la piràmide, típica dels campanars pirinencs, amb els merlets, com a Sant Julià del Fou, on hi ha un merlet central i mig a cada cantó, tots grossos i de quatre escalons.
L'origen català d'aquest merlet es demostra per l'alta freqüència a Catalunya i per la difusió només per la Mediterrània catalana. N'hi ha una mostra a les torres d'un portal de la murada de Daroca (Aragó), però només amb un escaló, i a Sicília (Palau Ciampoli, Taormina).
La identificació d'aquest merlet amb la cultura catalana es fa palesa en el seu afegit en la restauració d'edificis amb un gran simbolisme nacional, com les torres del monestir de Ripoll, malgrat l'anacronisme de mesclar modernament elements romànics i gòtics.

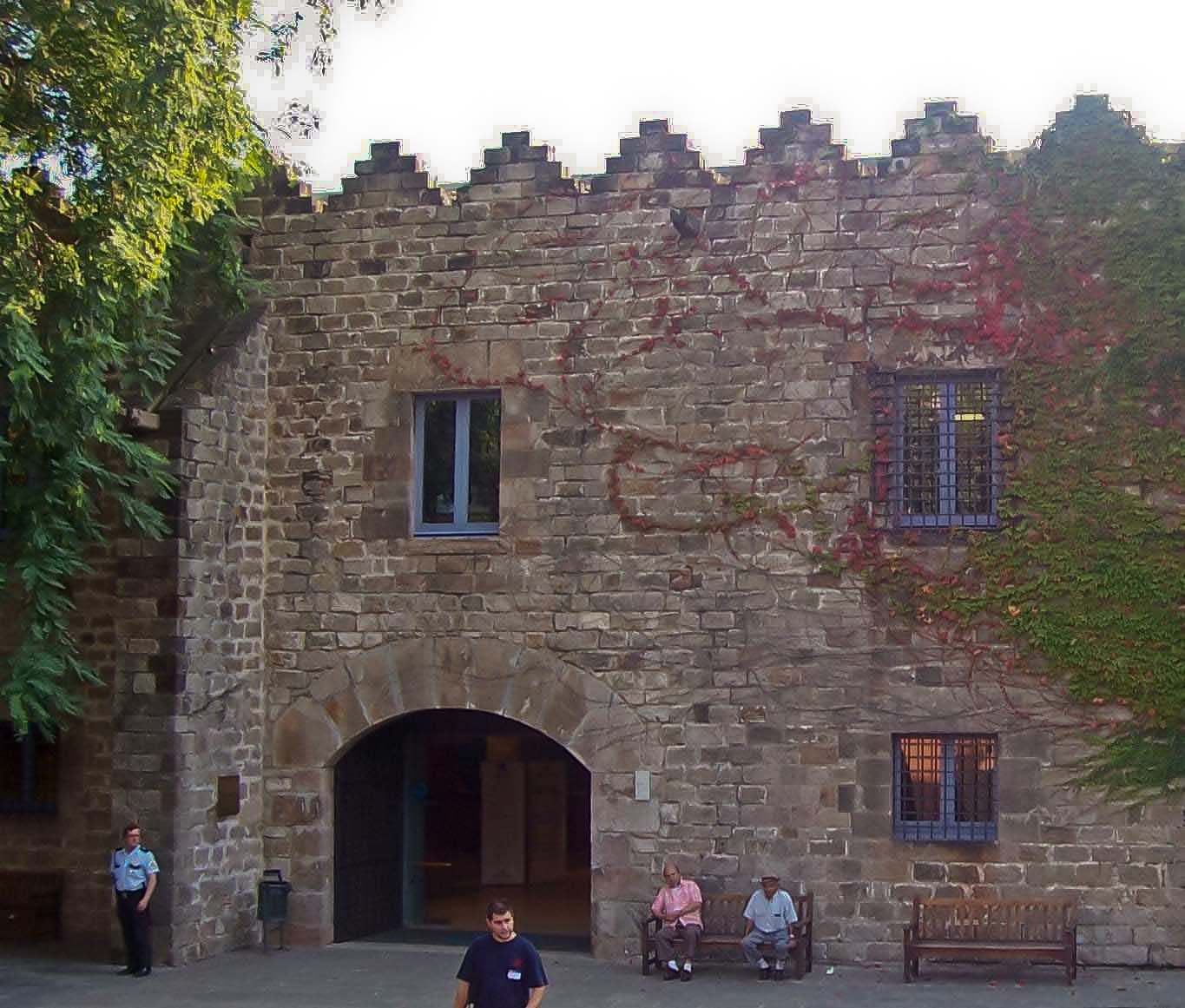
Merlets catalans de les Drassanes Reials de Barcelona.. Museu Marítim de Barcelona.

A banda de la Llotja de Barcelona, d'on desaparegueren amb la darrera reforma, a Catalunya aquest merlet escalonat es troba encara, amb funció defensiva, a les Drassanes Reials de Barcelona (segle xiv), als castells de Montesquiu, Montserrat (Altafulla), de Calonge i de Rodonyà (Alt Camp); a les torres de Begur, de Santa Coloma de Queralt, de Sant Mateu de Bages i de Claramunt; al monestir fortificat de Sant Pere de Rodes; i a l'església de Sant Pere de les Puel·les (Barcelona), als campanars de l'església de Santa Maria de Castelló d'Empúries, de la catedral de la Seu d'Urgell, el monestir de Ripoll (merlets restaurats, tal volta afegits), Sant Julià del Fou; i a l'edifici civil de la Pia Almoina de Girona (segle xiv). D'època més moderna cal esmentar la torre del castell de Montjuïc (Barcelona). Amb funció decorativa, es troba al coronament i a les torres de la part de la façana del Palau de la Generalitat del carrer del Bisbe a Barcelona, obra de començament del segle xv de Marc Safont.
A Mallorca es troba documentat plàsticament a la vista de la ciutat medieval del retaule de Sant Jordi de Pere Niçard, només a les torres (cases d'esbarjo) de fora de la ciutat. Hi ha també aquests merlets a la torre de Senyals i a la de Paraires de Portopí (Palma) (a la segona, tal volta són afegitons d'una restauració moderna). I hi ha els principals exemplars de merlets catalans, que són a la Llotja dels Mercaders de Palma. La presència d'aquest element militar en la llotja de contractació s'explica perquè s'inspirà en els de la Llotja de Barcelona i perquè la façana de migjorn de la Llotja de Palma formava part de la muralla de la ciutat i per això algunes vegades hagué de fortificar els finestrals, en una mateixa localització davant la mar que la Llotja de Barcelona.
A Mallorca, el model de la Llotja i de les torres de Portopí ha estat molt seguit modernament. El principal exemple és el castell neogòtic de Bendinat i els coronaments de les esglésies de Sant Felip Neri (existent ja a la darreria del segle xix) i Santa Creu de Palma (en aquest cas, afegit de la darrera reforma que demostra el prestigi d'aquest merlet). Fora de la ciutat cal citar la torre de Son Mas (Andratx) i el campanar de la parròquia de Pollença. L'ús arriba als molins d'aigua del Pla de Sant Jordi i, encara més modernament, a les casetes de transformadors elèctrics.
El merlet escalonat es troba esporàdicament fora dels Països Catalans i la seva zona d'influència, i sense cap relació, com en un dels portals de la Ciutat Prohibida de Pequín, només amb un escaló. També són escalonats els merlets assirians de la Porta d'Ixtar de Babilònia, amb els escalons molt estrets, i els dels castellets de fang de l'interior de l'Atlas, però en aquest cas es tracta només de cantoneres escalonades (Dades, Mgun) o cantoneres combinades amb merlets entre les cantoneres, tots només d'un escaló (Ouarzazate, pre-Sàhara).